# Großhennersdorf
Großhennersdorf je vesnice, místní část města Herrnhut v Horní Lužici v německé spolkové zemi Sasko. Nachází se v zemském okrese Zhořelec a má přibližně 1 200 obyvatel. Leží na spolkové silnici B178 mezi Žitavou a Löbau.

## Historie
První písemná zmínka o obci pochází z roku 1296. Ve 20. a 30. letech 18. století zdejší baronka Jindřiška Žofie z Gersdorfu přijímala české nekatolíky, exulanty, kteří se v Großhennersdorfu chtěli usadit v nově naplánované české kolonii Schönbrunn (česky Na Kopečku); kazatelem pro službu Čechům byl ordinován v roce 1726 Jan Liberda. Baronce vadilo, že exulanti porušují její zákaz misií do Čech, podomně se scházejí při domácích pobožnostech a neúnavně jí připomínají své požadavky. Proto v roce 1730 vykázala jejich mluvčí ze svých statků. Ti se uchýlili přes Herrnhut do Berlína, za nimi se tiše vytráceli další poddaní paní baronky, která Janu Liberdovi zakázala v roce 1732 kázat. Jan Liberda byl odsouzen, uvězněn a útočištěm českých exulantů se stal Berlín.
V letech 1739–1741 v Großhennersdorfu působil jako evangelický pomocný kazatel Henry Melchior Muhlenberg, pozdější misionář v Americe.
Do konce roku 2010 se jednalo o samostatnou obec, od 1. ledna 2011 je součástí Herrnhutu.